# Sabir Muhammad
Sabir Muhammad (14 de abril de 1976) es un deportista estadounidense que compitió en natación. Ganó dos medallas en el Campeonato Mundial de Natación en Piscina Corta de 2002, plata en 4 × 100 m libre y bronce en 50 m mariposa.

## Palmarés internacional
| Campeonato Mundial en Piscina Corta | Campeonato Mundial en Piscina Corta | Campeonato Mundial en Piscina Corta | Campeonato Mundial en Piscina Corta |
| Año                                 | Lugar                               | Medalla                             | Prueba                              |
| ----------------------------------- | ----------------------------------- | ----------------------------------- | ----------------------------------- |
| 2002                                | Moscú (Rusia)                       | Medalla de plata                    | 4 × 100 m libre                     |
| 2002                                | Moscú (Rusia)                       | Medalla de bronce                   | 50 m mariposa                       |